# Oscar Hidalgo
Oscar Alberto Hidalgo Forcelledo (ur. 3 października 1982 roku w Puebli) – meksykański kierowca wyścigowy.

## Kariera
Hidalgo rozpoczął karierę w międzynarodowych wyścigach samochodowych w 1997 roku od startów w Meksykańskiej Formule 3, gdzie trzykrotnie stawał na podium, w tym raz na jego najwyższym stopniu. W późniejszych latach Meksykanin pojawiał się także w stawce Formula Renault 2000 de America, Panam GP Series oraz World Touring Car Championship.
W World Touring Car Championship Meksykanin wystartował podczas meksykańskiej rundy sezonu 2006 z niemiecką ekipą Wiechers-Sport. W pierwszym wyścigu uplasował się na 21 miejscu, a w drugim był czternasty.